# Huitfeldt
Huitfeldt (også Hvitfeldt) er en ældgammel dansk, nu hovedsagelig i Norge blomstrende adelsslægt, der har spillet en meget betydelig rolle i Danmarkshistorien.

## Våbenskjold
Slægtens våben, en rød skråbjælke i sølv felt, på hjelmen 5 vekselvis røde og sølv faner, førtes også af de sikkert fra Tyskland stammende Hogenskild'er, uden at forbindelsen mellem disse
to slægter bestemt kan påvises.

## Historie
Sagnet fortæller, at Peder Hogenskild, der skal have ført banneret i et slag ved Immervad 1420 (eller 1422? ), hvor han faldt, ikke holdt sig vel i kampen, hvorfor hans slægt bortkastede navnet, hvilket sidste imidlertid er urigtigt. Han var måske bror til Claus (eller Niels) Hogenskild, fra hvem Otte Clausen til Orebygård og Berritsgård (død ca. 1529) vistnok nedstammer. Sidstnævnte var far til den dygtige rigsråd Christoffer Huitfeldt til Berritsgård (død 1559), en af Christian III's ivrige tilhængere, hvem betydelige forleninger – sidst Gulland – blev betroet, til Peder Huitfeldt til Engestofte (død 1584), der 1547-65 var norsk Rigskansler og senere tjente som Admiral mod Svenskerne, dog uden at have heldet med sig (efter ham er den kendte gade i København opkaldt, idet hans gård lå der), til landsdommer på Lolland Claus Huitfeldt til Krumstrup (død 1590), der under Den Nordiske Syvårskrig 1563 gjorde tjeneste som proviantmester, og endelig til Poul Huitfeldt til Snidstrup (død 1592), lensmand på Københavns Slot og Koldinghus, kendt som Halmstads heltemodige forsvarer 1563 og statholder i Norge 1572-77. Den førstnævnte af disse brødre var fader til den ugifte rigskansler Arild Huitfeldt (1546-1609), til lensmand i Trondhjem Jacob Huitfeldt til Berritsgård (1547-1583), hvis eneste gifte søn, lensmanden på Landskrone slot, Henrik Huitfeldt til Lillø og Berritsgård (1583-1652), kun havde døtre, og til hofmesterinden, Beate Huitfeldt (1554-1626), der som enke efter Knud Ulfeldt opførte de prægtige bygninger på Svendstrup og Møllerød i Skåne. De ovennævnte brødre, Peder og Poul Huitfeldts sønner, døde unge. 
Landsdommeren Claus Huitfeldt blev far til Anders Huitfeldt til Trondstad, Ulefos og Snidstrup (død ca. 1620), den første af slægten, der tog fast ophold i Norge, hvor han ved sit ægteskab blev ejer af godset. Hans ældste søn, Hartvig Huitfeldt til Skjelbred (1582-1637), udnævntes 1620 til berghauptmand over samtlige norske bjergværker og var i øvrigt en af sin tids hyppigst anvendte mænd i offentlige og private kommissioner. En yngre søn, toldforpagter Jacob Huitfeldt til Trondstad (død 1632), var fader til oberst Tønne Huitfeldt (1625-1677), der 1660 med største dygtighed ledede forsvaret af Halden mod de svenske, indtil belejringen hævedes, ligesom han senere høstede ny laurbær under Gyldenløve-fejden. Af oberstens mange Børn skal her nævnes søhelten Ivar Huitfeldt (1665-1710) – hvis sønnesøn, den ugifte løjtnant Tønne Huitfeldt til Trondstad (1742-1800), døde sindssyg som sin navnkundige farfaders sidste mandlige efterkommer – oberstløjtnant Christian Charlot Amalia Huitfeldt (død 1745), der i sin ungdom var i fremmed krigstjeneste og 1718 var med til at forsvare Trondhjems Stift – han havde kun døtre – endvidere generalløjtnant og hvid ridder Henrik Jørgen Huitfeldt til Elinggård (1674-1751), der som oberstløjtnant ved smålenske Regiment tilbageerobrede Moss 1716, for hvilken dåd han modtog en guldmedaille med kongens billede at bære på brystet, en i de dage sjælden udmærkelse, og endelig general og hvid ridder Hartvig Huitfeldt (1677-1748).
Fra generalløjtnant Henrik Jørgen Huitfeldt og dennes anden, som salmedigterinde kendte hustru, Birgitte Christine Kaas (1682-1761), nedstammer alle slægtens nulevende medlemmer. Deres søn, generalmajor, kammerherre og hvid ridder Valentin Vilhelm Hartvig Huitfeldt (1719-1792), nød længe stor anseelse som en energisk og i høj grad ærekær officer, hvis pengeforhold, der bl.a. nødte ham til at sælge den efter faderen arvede Elinggård, til sidst forledte ham til i stor målestok at affordre og modtage skænk og gave, hvilket førte til hans afskedigelse. Han var fader til kaptajn Henrik Jørgen Huitfeldt (1757-1832), der 1801 arvede Stamhuset Kaaseslund, få år substitueret med et pengefideikommis, hvis besidder stadig fører navnet Huitfeldt-Kaas, til major Nicolai Frederik Reichwein Huitfeldt (1765-1820) og til major Arild Christoffer Huitfeldt til Eskevig ved Fredrikshald (1769-1845), som udmærkede sig i felttoget 1808 mod Sverige og atter 1814 under krigsbegivenhederne på grænsen. De 3 brødre har alle efterladt afkom. Den ældste var farfader til norsk rigsarkivar Henrik Jørgen Huitfeldt-Kaas, den yngste til diplomaten Arild Christoffer Huitfeldt.
Ovennævnte general Hartvig Huitfeldt (død 1748) deltog som generaladjutant ved overkommandoen med udmærkelse i felttoget i Skåne 1709-10 og blev 1719 efter Marstrands erobring kommandant i fæstningen Karlssten. Frederik IV skænkede ham sit brillantindfattede brystbillede at bære om halsen. Sidst beklædte han posten som kommandant i Fredriksstad. Hans hustru, Karen Werenschiold (1700-1778), der blev overhofmesterinde hos dronning Juliane Marie, bragte ham herregården Hafslund; som enke købte hun Næstved Sortebrødrekloster. Deres søn, stiftamtmand i Viborg Stift, gehejmekonferensråd, kammerherre og hvid ridder Matthias Wilhelm Huitfeldt til Clausholm (1725-1803), oprettede det Huitfeldt'ske pengefideikommis. Dette overgik, efter at hans descendents var uddød 1843, til hans yngste, afdøde datters mand, gehejmekonferensråd, grev Gebhard Moltke, der ved patent af 12. juli samme år antog navnet Moltke-Huitfeldt og det Huitfeldt'ske våben i forbindelse med sit eget. Hans efterkommere af 2. ægteskab har derefter været besiddere af fideikommisset.
Medlemmer af slægten har foruden de nævnte gårde skrevet sig til Nørregård, Rammegård, Reveldrup, Skibelund, Frøslev og Kilegård m.fl.